# Силы национального освобождения
Силы национального освобождения (англ. Forces of National Liberation, FNL) или Национальные силы освобождения (англ. National Forces of Liberation, фр. Forces nationales de libération, FNL) или (прежнее название) Партия освобождения народа хуту (англ. Party for the Liberation of the Hutu People, фр. Parti pour la libération du peuple hutu, PALIPEHUTU) — политическая партия и бывшая повстанческая группировка хуту в Бурунди.
PALIPEHUTU была основана в 1980 году в Танзании в среде беженцев из Бурунди, скрывавшихся от репрессий правительства тутси. Провозглашая принцип вооружённой борьбы, политическая группировка в 1985 году создала в своём составе FNL.
FNL, возглавляемые Агатоном Рвасой, являлись изначально военным крылом, и насчитывали около 3000 бойцов, тогда как политическое руководство осуществляля Жан-Боско Синдайигая. В 1990 году из PALIPEHUTU выделился Фронт национального освобождения (FROLINA), а в 1991 году откололось вооружённое крыло, назвавшись PALIPEHUTU-FNL. Эту группу возглавлял Коссан Кабура.
Политическое крыло бывшего PALIPEHUTU было переименовано в Партию освобождения народа — Агакиза (англ. Party for the Liberation of People-Agakiza (PALIPE-Agakiza)). Эту партию возглавил Этьен Каратази. Партия освобождения народа хуту (Parti pour la libération du peuple Hutu, или PALIPEHUTU) придерживалась радикальной идеологии властей хуту, но с середины до конца 2000-х годов смягчила свою позицию и сотрудничала с поддерживаемой тутси партией «Союз за национальный прогресс» в противовес правлению Пьера Нкурунзизы.
В годы войны PALIPEHUTU была популярна среди жителей центральных районов Бурунди. PALIPEHUTU-FNL несёт ответственность за убийство папского нунция Майкла Кортни, случаи массовых убийств в «Титаник Экспресс» и Гатумбе. Последний инцидент привёл к объявлению PALIPEHUTU-FNL террористической организацией. В сентябре 2006 года правительство Бурунди подписало соглашение о перемирии. Во Второй конголезской войне PALIPEHUTU участвовала на стороне армии ДРК, ополчения Май-Май и Армии освобождения Руанды против регулярной армии Бурунди.
Название PALIPEHUTU было заменено на FNL в связи с запретом на использование послевоенными политическими партиями Бурунди этнонимов в своём названии.
Фронт национального освобождения (фр. Front de Libération Nationale, FROLINA или FLN) — немногочисленная группировка хуту, которая одной из последних пошла на прекращение огня.